# Monthiers
Monthiers är en kommun i departementet Aisne i regionen Hauts-de-France i norra Frankrike. Kommunen ligger  i kantonen Neuilly-Saint-Front som ligger i arrondissementet Château-Thierry. År 2022 hade Monthiers 155 invånare.

## Befolkningsutveckling
Antalet invånare i kommunen Monthiers
Referens: INSEE